# 독립국가연합 축구 국가대표팀
독립 국가 연합 축구 국가대표팀은 소련의 해체 이후에 독립국가연합을 대표하는 축구 국가대표팀이었다.

## 개요

UEFA 유로 1992에 출전한 독립국가연합 축구 국가대표팀의 깃발

1991년 12월 26일 소련이 해체되었다. 1992년 1월 1일 소련 축구 협회와 소련 축구 국가대표팀이 해체되었고 대신 독립국가연합 축구 협회가 1992년 1월 11일에 신설되었으며, 이틀 후 FIFA로부터 공식 승인을 받았다.
에스토니아, 라트비아, 리투아니아는 이미 독자적인 축구 협회를 꾸린 상태였기 때문에 이들 세 나라의 선수들은 독립국가연합 축구 국가대표팀에 뽑히지 않았다. 독립국가연합 축구 국가대표팀은 함께 뭉치는 데에는 큰 지장이 없었으나, 통합적인 축구 리그 계획은 성공적이지 못했고, 각기 나라에서 다른 축구 선수권 대회를 개최하였다.
독립국가연합 축구 국가대표팀은 스웨덴에서 열린 UEFA 유로 1992에 출전했으며 국가는 루트비히 판 베토벤의 《교향곡 9번》에 등장하는 〈환희의 송가〉를 사용했다. 독립국가연합 축구 국가대표팀의 감독은 아나톨리 비쇼베츠였다. UEFA 유로 1992에 출전한 독립국가연합 축구 국가대표팀은 독일과는 1-1, 네덜란드와는 0-0으로 비겼으나, 독립국가연합 축구 국가대표팀의 마지막 경기인 스코틀랜드와의 경기에서 3-0으로 패하여 조별 예선 최하위로 탈락하였다.
대회가 끝난 이후에 독립국가연합 축구 국가대표팀은 각자의 12개 축구 국가대표팀(러시아, 우크라이나, 벨라루스, 우즈베키스탄, 카자흐스탄, 조지아, 아제르바이잔, 몰도바, 키르기스스탄, 타지키스탄, 아르메니아, 투르크메니스탄)으로 나뉘었으며, 대회가 끝난 후에 열린 1994년 FIFA 월드컵 유럽 지역 예선은 러시아가 해체된 소련을 대신하여 참가하였다.
현재 독립국가연합 축구 국가대표팀의 기록 등은 러시아 축구 국가대표팀에서 승계한다.

## UEFA 유로 1992선수 명단
다음은 UEFA 유로 1992에 참가한 독립국가연합 축구 국가대표팀 선수 명단이다. 선수의 나이는 UEFA 유로 1992 개막일인 1992년 6월 10일을 기준으로 하며 국가대표팀 출전 기록은 소련 축구 국가대표팀 기록을 포함한다.
- 감독:  아나톨리 비쇼베츠

| 번호 | 포지션 | 선수                    | 생년월일 (나이)        | 출전 | 소속                |
| ---- | ------ | ----------------------- | ---------------------- | ---- | ------------------- |
| 1    | GK     | 드미트리 하린           | 1968년 8월 16일(23세)  | 12   | CSKA 모스크바       |
| 2    | DF     | 안드레이 체르니쇼프     | 1968년 1월 7일(24세)   | 23   | 스파르타크 모스크바 |
| 3    | DF     | 카하베르 차다제         | 1968년 9월 7일(23세)   | 5    | 스파르타크 모스크바 |
| 4    | DF     | 아흐리크 츠베이바       | 1966년 9월 10일(25세)  | 22   | 디나모 키예프       |
| 5    | DF     | 올레크 쿠즈네초프       | 1963년 3월 22일(29세)  | 60   | 레인저스            |
| 6    | MF     | 이고리 샬리모프         | 1969년 2월 2일(23세)   | 23   | 포자                |
| 7    | MF     | 올렉시 미하일리첸코     | 1963년 3월 30일(29세)  | 38   | 레인저스            |
| 8    | MF     | 안드레이 칸첼스키스     | 1969년 1월 23일(23세)  | 20   | 맨체스터 유나이티드 |
| 9    | MF     | 세르게이 알레이니코프   | 1961년 11월 7일(30세)  | 75   | 레체                |
| 10   | MF     | 이고리 도브로볼스키     | 1967년 8월 27일(24세)  | 26   | 세르베트            |
| 11   | FW     | 세르게이 유란           | 1969년 6월 11일(22세)  | 13   | 벤피카              |
| 12   | GK     | 스타니슬라프 체르체소프 | 1963년 9월 2일(28세)   | 10   | 스파르타크 모스크바 |
| 13   | FW     | 세르게이 키리야코프     | 1970년 1월 1일(22세)   | 8    | 디나모 모스크바     |
| 14   | FW     | 볼로디미르 류티         | 1962년 4월 20일(30세)  | 5    | MSV 뒤스부르크      |
| 15   | FW     | 이고리 콜리바노프       | 1968년 3월 6일(24세)   | 22   | 포자                |
| 16   | MF     | 드미트리 쿠즈네초프     | 1965년 8월 28일(26세)  | 17   | 에스파뇰            |
| 17   | MF     | 이고리 코르네예프       | 1967년 9월 4일(24세)   | 5    | 에스파뇰            |
| 18   | DF     | 빅토르 오놉코           | 1969년 10월 14일(22세) | 1    | 스파르타크 모스크바 |
| 19   | MF     | 이고리 레댜호프         | 1968년 5월 22일(24세)  | 7    | 스파르타크 모스크바 |
| 20   | DF     | 안드레이 이바노프       | 1967년 4월 6일(25세)   | 3    | 스파르타크 모스크바 |

## FIFA 월드컵기록
| 년도        | 라운드        | 성적          | 경기수        | 승            | 무*           | 패            | 득            | 실            |
| ----------- | ------------- | ------------- | ------------- | ------------- | ------------- | ------------- | ------------- | ------------- |
| 1930년      | 소련으로 참가 | 소련으로 참가 | 소련으로 참가 | 소련으로 참가 | 소련으로 참가 | 소련으로 참가 | 소련으로 참가 | 소련으로 참가 |
| 1934년      | 소련으로 참가 | 소련으로 참가 | 소련으로 참가 | 소련으로 참가 | 소련으로 참가 | 소련으로 참가 | 소련으로 참가 | 소련으로 참가 |
| 1938년      | 소련으로 참가 | 소련으로 참가 | 소련으로 참가 | 소련으로 참가 | 소련으로 참가 | 소련으로 참가 | 소련으로 참가 | 소련으로 참가 |
| 1950년      | 소련으로 참가 | 소련으로 참가 | 소련으로 참가 | 소련으로 참가 | 소련으로 참가 | 소련으로 참가 | 소련으로 참가 | 소련으로 참가 |
| 1954년      | 소련으로 참가 | 소련으로 참가 | 소련으로 참가 | 소련으로 참가 | 소련으로 참가 | 소련으로 참가 | 소련으로 참가 | 소련으로 참가 |
| 1958년      | 소련으로 참가 | 소련으로 참가 | 소련으로 참가 | 소련으로 참가 | 소련으로 참가 | 소련으로 참가 | 소련으로 참가 | 소련으로 참가 |
| 1962년      | 소련으로 참가 | 소련으로 참가 | 소련으로 참가 | 소련으로 참가 | 소련으로 참가 | 소련으로 참가 | 소련으로 참가 | 소련으로 참가 |
| 1966년      | 소련으로 참가 | 소련으로 참가 | 소련으로 참가 | 소련으로 참가 | 소련으로 참가 | 소련으로 참가 | 소련으로 참가 | 소련으로 참가 |
| 1970년      | 소련으로 참가 | 소련으로 참가 | 소련으로 참가 | 소련으로 참가 | 소련으로 참가 | 소련으로 참가 | 소련으로 참가 | 소련으로 참가 |
| 1974년      | 소련으로 참가 | 소련으로 참가 | 소련으로 참가 | 소련으로 참가 | 소련으로 참가 | 소련으로 참가 | 소련으로 참가 | 소련으로 참가 |
| 1978년      | 소련으로 참가 | 소련으로 참가 | 소련으로 참가 | 소련으로 참가 | 소련으로 참가 | 소련으로 참가 | 소련으로 참가 | 소련으로 참가 |
| 1982년      | 소련으로 참가 | 소련으로 참가 | 소련으로 참가 | 소련으로 참가 | 소련으로 참가 | 소련으로 참가 | 소련으로 참가 | 소련으로 참가 |
| 1986년      | 소련으로 참가 | 소련으로 참가 | 소련으로 참가 | 소련으로 참가 | 소련으로 참가 | 소련으로 참가 | 소련으로 참가 | 소련으로 참가 |
| 1990년      | 소련으로 참가 | 소련으로 참가 | 소련으로 참가 | 소련으로 참가 | 소련으로 참가 | 소련으로 참가 | 소련으로 참가 | 소련으로 참가 |
| 1994년 이후 | 러시아로 참가 | 러시아로 참가 | 러시아로 참가 | 러시아로 참가 | 러시아로 참가 | 러시아로 참가 | 러시아로 참가 | 러시아로 참가 |
| 합계        |               | 출전기록 없음 |               |               |               |               |               |               |

## 유럽 축구 선수권 대회 기록
- 1992년 - 조별 예선

## 같이 보기
- 올림픽 연합 선수단